# Sideshow Mel
Melvin "Sideshow Mel" van Horne (spelad av Dan Castellaneta) är en rollfigur i den animerade tv-serien Simpsons. 

## Biografi
Mel efterträdde Sideshow Bob som Krusty the Clowns bisittare. Han har vunnit priset "Springfield Entertainer of the Year" efter att han medverkat på teaterscener i London och Los Angeles. När han spelade Biff i En handelsresandes död var han även populär bland flickorna. Han fick benet i sitt hår efter att ett tuggummi fastnade där, varpå han försökte få loss det med sagda ben (sedan dess har det suttit där). Han kan idag ta loss benet och har använt det som vapen och slagit benet på glaskupolen som omgav Springfield. Han har studerat på Cornell University och arbetat även på Gulp 'n Blow. Han gillar grahamskakor, "Robert's Rules of Order" och Jim Nabors, men inte dålig grammatik, hootenanny och allt som kan skada himlen.
Bart tog en gång loss sitt ben för att busa med Martin Prince. Mel har haft en vårdnadstvist om sin son och är gift med Barbara som han har ett barn med. Barbara har samtidigt umgåtts med Krusty under elva år. Mel är också laktosintolerant.